# Litsea collina
Litsea collina är en lagerväxtart som beskrevs av Spencer Le Marchant Moore. Litsea collina ingår i släktet Litsea och familjen lagerväxter. Inga underarter finns listade i Catalogue of Life.